# Giro d’Italia 2025/2. Etappe
Die 2. Etappe des Giro d’Italia 2025 fand am 10. Mai 2025 statt. Sie bildete den zweiten Teil des Auslandstarts der 108. Austragung des italienischen Etappenrennens in Albanien. Der Abschnitt wurde im Rahmen eines 13,7 Kilometer langen Einzelzeitfahrens mit Start und Ziel in Tirana ausgetragen. Nach der Etappe hatten die Fahrer insgesamt 173,7 Kilometer zurückgelegt, was 5,04 % der Gesamtdistanz entspricht. Die Organisatoren der Rundfahrt bewerteten die Schwierigkeit der Etappe mit drei von fünf Sternen.
Den Etappensieg sicherte sich der Brite Joshua Tarling (Ineos Grenadiers), der sich mit einem Vorsprung von einer Sekunde vor Primož Roglič (Red Bull-Bora-hansgrohe) durchsetzte. Platz drei ging mit einem Rückstand von drei Sekunden an Jay Vine (UAE Team Emirates-XRG). Nach nur einem Tag übernahm Primož Roglič die Gesamtführung von Mads Pedersen (Lidl-Trek).

## Streckenverlauf
Das Einzelzeitfahren wurde in der Innenstand von Tirana ausgetragen auf einem mehrheitlich flachen Parcours. Der Start fand auf dem Skanderbeg-Platz statt. Von Start nach Norden führte die Strecke in einem Bogen um den Platz nach Süden, an der Auferstehungskathedrale und auf der West-Seite am Rinia-Park vorbei. Nach einer scharfen Kurve ging es der Lana entlang nach Westen. Dann wurde nach Norden auf den mittleren Ring eingebogen. Nach rund 750 Meter wurde gewendet. Danach ging es auf der Südseite der Lana wieder nach Osten und auf der Rruga Ibrahim Rugova durch den Blloku nach Süden. Am Großen Park angekommen, folgte die Strecke in der Folge dessen Nordrand und Ostrand über den Mutter-Teresa-Platz und am Air Albania Stadium vorbei und am Ostrand des Parks die Rruga Elbasanit hoch. Hier war ein Anstieg von rund 80 Höhenmetern bis Sauk zu absolvieren. Am höchsten Punkt beim Mutter-Albanien-Denkmal (190 m ü. A.) wurde gewendet. Es folgt eine Abfahrt entlang der Rruga Elbasanit zurück bis zur Lana. Die Strecke führte dem Fluss entlang hoch bis zum mittleren Ring. Danach ging es auf der Nordseite zurück ins Stadtzentrum vorbei an der Ura e Tabakëve und der Pauluskathedrale. Der letzte Kilometer war etwa bei der Großen Moschee. Beim Hotel Dajti wurde nach Süden in den Bulevardi Dëshmorët e Kombit eingebogen und die Lana überquert. Die letzten 500 Meter führten den Boulevard hoch an der Pyramide und dem Ministerpräsidentensitz vorbei. Das Ziel war beim Pallati i Kongreseve.
|                            | Ort                          | Kilometer | Länge (km) | Höhe (m) | Ø Steigung | max. Steigung |
| -------------------------- | ---------------------------- | --------- | ---------- | -------- | ---------- | ------------- |
| Start                      | Tirana (Skanderbeg-Platz)    | 0         |            |          |            |               |
| Zwischenzeit               | Sauk                         | 8         | 2          | 190      | 3,5 %      | unbekannt     |
| Bergwertung (4. Kategorie) | Sauk                         | 8         |            |          |            |               |
| Ziel                       | Tirana (Mutter-Teresa-Platz) | 13,7      |            |          |            |               |

## Rennverlauf
Der Sieg ging an den erst 21-jährigen Joshua Tarling (Ineos Grenadiers), der die 13,7 Kilometer in einer Zeit von 16 Minuten und sieben Sekunden absolvierte, was einer durchschnittlichen Geschwindigkeit von 50,9 km/h entspricht. Der junge Brite setzte sich mit einem Vorsprung einer Sekunde vor Primož Roglič (Red Bull-Bora-hansgrohe) durch, der um eine Sekunde die Gesamtführung von Mads Pedersen (Lidl-Trek) übernahm. Der Däne belegte hinter Jay Vine (UAE Team Emirates-XRG), Edoardo Affini (Visma-Lease a Bike) und seinen beiden Teamkollegen Mathias Vacek und Daan Hoole den siebten Etappenrang mit einem Rückstand von 12 Sekunden. Weiters fuhr neben Primož Roglič auch Juan Ayuso (UAE Team Emirates-XRG) als Zehnter in die Top 10, wobei sein Rückstand 17 Sekunden betrug.
Die weiteren Gesamtklassement-Fahrer verloren weniger als eine Minute. Daniel Felipe Martínez (Red Bull-Bora-hansgrohe), Thymen Arensman (Ineos Grenadiers), Max Poole (Picnic PostNL), Antonio Tiberi (Bahrain Victorious), Michael Storer (Tudor) und Derek Gee (Israel-Premier Tech) blieben dabei sogar unterhalb der 30-Sekunden-Marke. Etwas mehr als eine halbe Minute büßten Wilco Kelderman, Simon Yates (beide Visma-Lease a Bike), Adam Yates (UAE Team Emirates-XRG), Richard Carapaz (EF Education-EasyPost) und Jai Hindley (Red Bull-Bora-hansgrohe) ein. Wout van Aert (Visma-Lease a Bike), der im Vorfeld des Zeitfahrens als Anwärter auf das Rosa Trikot gegolten hatte, belegte mit einem Rückstand von 39 Sekunden den 34. Etappenrang. Thomas Pidcock (Q36.5), Giulio Ciccone (Lidl-Trek) und Egan Bernal (Ineos Grenadiers) verloren rund 40 Sekunden, ehe weitere Gesamtklassement-Fahrer wie Romain Bardet (Picnic PostNL), Chris Harper (Jayco AlUla) und Einer Rubio (Movistar) ebenfalls unterhalb der 1-Minuten-Marke blieben.
Primož Roglič übernahm die Maglia Rosa und lag nun eine Sekunde vor Mads Pedersen, der die Gesamtführung bereits nach einem Tag abgeben musste. Mathias Vacek rückte mit einem Rückstand von fünf Sekunden auf den dritten Gesamtrang vor und übernahm zugleich die Führung in der Nachwuchswertung. Dahinter folgte nun das UAE Team Emirates-XRG-Trio Brandon McNulty, Juan Ayuso und Isaac Del Toro, wobei der zweitgenannte nun einen Rückstand von 16 Sekunden auf Primož Roglič aufwies. Mit Max Poole, Antonio Tiberi, Michael Storer und Giulio Pellizzari (Red Bull-Bora-hansgrohe) schoben sich zudem weitere Gesamtklassement-Fahrer in die Top 10. Nach den ersten zwei Etappen befanden sich noch 26 Fahrer innerhalb der 1-Minuten-Marke. Dahinter verbesserten Daniel Felipe Martínez, Derek Gee und Thymen Arensman ihre Positionen nach dem Zeitverlust des Vortages. Mads Pedersen und Sylvain Moniquet (Cofidis) verteidigten ihre Führungen in der Punkte-, bzw. Bergwertung und das Team Lidl-Trek verblieb an der Spitze der Mannschaftswertung. Beid er einzigen Bergwertung des Tages (4. Kategorie) setzte sich Primož Roglič vor Mathias Vacek und Jay Vine durch. Alle 182 Starter erreichten das Ziel.

## Ergebnis
| \| Etappenergebnis \| Etappenergebnis \| Etappenergebnis \| Etappenergebnis \| Etappenergebnis \| \| Fahrer \| Fahrer \| Land \| Team \| Zeit \| \| --------------- \| --------------- \| ---------------------- \| -------------------------- \| --------------- \| \| 1. \| Joshua Tarling \| Vereinigtes Königreich \| Ineos Grenadiers \| 16 min 07 s \| \| 2. \| Primož Roglič \| Slowenien \| Red Bull-Bora-Hansgrohe \| + 1 s \| \| 3. \| Jay Vine \| Australien \| UAE Team Emirates XRG \| + 3 s \| \| 4. \| Edoardo Affini \| Italien \| Team Visma \\| Lease a Bike \| + 6 s \| \| 5. \| Mathias Vacek \| Tschechien \| Lidl-Trek \| + 6 s \| \| 6. \| Daan Hoole \| Niederlande \| Lidl-Trek \| + 8 s \| \| 7. \| Mads Pedersen \| Dänemark \| Lidl-Trek \| + 12 s \| \| 8. \| Brandon McNulty \| Vereinigte Staaten \| UAE Team Emirates XRG \| + 13 s \| \| 9. \| Ethan Hayter \| Vereinigtes Königreich \| Soudal Quick-Step \| + 14 s \| \| 10. \| Juan Ayuso \| Spanien \| UAE Team Emirates XRG \| + 17 s \| |                 |                        |                            |             |
| |                 |                        |                            |             |
| Quelle: ProCyclingStats |                 |                        |                            |             |
| Etappenergebnis |                 |                        |                            |             |
| Fahrer | Fahrer          | Land                   | Team                       | Zeit        |
| 1. | Joshua Tarling  | Vereinigtes Königreich | Ineos Grenadiers           | 16 min 07 s |
| 2. | Primož Roglič   | Slowenien              | Red Bull-Bora-Hansgrohe    | + 1 s       |
| 3. | Jay Vine        | Australien             | UAE Team Emirates XRG      | + 3 s       |
| 4. | Edoardo Affini  | Italien                | Team Visma \| Lease a Bike | + 6 s       |
| 5. | Mathias Vacek   | Tschechien             | Lidl-Trek                  | + 6 s       |
| 6. | Daan Hoole      | Niederlande            | Lidl-Trek                  | + 8 s       |
| 7. | Mads Pedersen   | Dänemark               | Lidl-Trek                  | + 12 s      |
| 8. | Brandon McNulty | Vereinigte Staaten     | UAE Team Emirates XRG      | + 13 s      |
| 9. | Ethan Hayter    | Vereinigtes Königreich | Soudal Quick-Step          | + 14 s      |
| 10. | Juan Ayuso      | Spanien                | UAE Team Emirates XRG      | + 17 s      |

## Gesamtstände
| \| Gesamtwertung \| Gesamtwertung \| Gesamtwertung \| Gesamtwertung \| Gesamtwertung \| \| Fahrer \| Fahrer \| Land \| Team \| Zeit \| \| ------------- \| ----------------- \| ---------------------- \| ----------------------- \| --------------- \| \| 1. \| Primož Roglič \| Slowenien \| Red Bull-Bora-Hansgrohe \| 3 h 52 min 32 s \| \| 2. \| Mads Pedersen \| Dänemark \| Lidl-Trek \| + 1 s \| \| 3. \| Mathias Vacek \| Tschechien \| Lidl-Trek \| + 5 s \| \| 4. \| Brandon McNulty \| Vereinigte Staaten \| UAE Team Emirates XRG \| + 12 s \| \| 5. \| Juan Ayuso \| Spanien \| UAE Team Emirates XRG \| + 16 s \| \| 6. \| Isaac Del Toro \| Mexiko \| UAE Team Emirates XRG \| + 17 s \| \| 7. \| Max Poole \| Vereinigtes Königreich \| Team Picnic-PostNL \| + 24 s \| \| 8. \| Antonio Tiberi \| Italien \| Bahrain Victorious \| + 25 s \| \| 9. \| Michael Storer \| Australien \| Tudor Pro Cycling Team \| + 27 s \| \| 10. \| Giulio Pellizzari \| Italien \| Red Bull-Bora-Hansgrohe \| + 31 s \| |                   |                        |                         |                 |
| |                   |                        |                         |                 |
| Quelle: ProCyclingStats |                   |                        |                         |                 |
| Gesamtwertung |                   |                        |                         |                 |
| Fahrer | Fahrer            | Land                   | Team                    | Zeit            |
| 1. | Primož Roglič     | Slowenien              | Red Bull-Bora-Hansgrohe | 3 h 52 min 32 s |
| 2. | Mads Pedersen     | Dänemark               | Lidl-Trek               | + 1 s           |
| 3. | Mathias Vacek     | Tschechien             | Lidl-Trek               | + 5 s           |
| 4. | Brandon McNulty   | Vereinigte Staaten     | UAE Team Emirates XRG   | + 12 s          |
| 5. | Juan Ayuso        | Spanien                | UAE Team Emirates XRG   | + 16 s          |
| 6. | Isaac Del Toro    | Mexiko                 | UAE Team Emirates XRG   | + 17 s          |
| 7. | Max Poole         | Vereinigtes Königreich | Team Picnic-PostNL      | + 24 s          |
| 8. | Antonio Tiberi    | Italien                | Bahrain Victorious      | + 25 s          |
| 9. | Michael Storer    | Australien             | Tudor Pro Cycling Team  | + 27 s          |
| 10. | Giulio Pellizzari | Italien                | Red Bull-Bora-Hansgrohe | + 31 s          |

| Punktewertung | Punktewertung      | Punktewertung          | Punktewertung                 | Punktewertung |
| Fahrer        | Fahrer             | Land                   | Team                          | Punkte        |
| ------------- | ------------------ | ---------------------- | ----------------------------- | ------------- |
| 1.            | Mads Pedersen      | Dänemark               | Lidl-Trek                     | 29 P.         |
| 2.            | Wout van Aert      | Belgien                | Team Visma \| Lease a Bike    | 18 P.         |
| 3.            | Manuele Tarozzi    | Italien                | VF Group-Bardiani CSF-Faizanè | 17 P.         |
| 4.            | Joshua Tarling     | Vereinigtes Königreich | Ineos Grenadiers              | 15 P.         |
| 5.            | Alessandro Tonelli | Italien                | Team Polti VisitMalta         | 15 P.         |
| 6.            | Primož Roglič      | Slowenien              | Red Bull-Bora-Hansgrohe       | 12 P.         |
| 7.            | Orluis Aular       | Venezuela              | Movistar Team                 | 12 P.         |
| 8.            | Sylvain Moniquet   | Belgien                | Cofidis                       | 11 P.         |
| 9.            | Jay Vine           | Australien             | UAE Team Emirates XRG         | 9 P.          |
| 10.           | Taco van der Hoorn | Niederlande            | Intermarché-Wanty             | 9 P.          |

| Bergwertung | Bergwertung        | Bergwertung | Bergwertung                   | Bergwertung |
| Fahrer      | Fahrer             | Land        | Team                          | Punkte      |
| ----------- | ------------------ | ----------- | ----------------------------- | ----------- |
| 1.          | Sylvain Moniquet   | Belgien     | Cofidis                       | 18 P.       |
| 2.          | Lorenzo Fortunato  | Italien     | XDS Astana Team               | 10 P.       |
| 3.          | Giulio Ciccone     | Italien     | Lidl-Trek                     | 9 P.        |
| 4.          | Alessandro Verre   | Italien     | Arkéa-B&B Hotels              | 8 P.        |
| 5.          | Alessandro Tonelli | Italien     | Team Polti VisitMalta         | 6 P.        |
| 6.          | Mads Pedersen      | Dänemark    | Lidl-Trek                     | 4 P.        |
| 7.          | Mathias Vacek      | Tschechien  | Lidl-Trek                     | 4 P.        |
| 8.          | Manuele Tarozzi    | Italien     | VF Group-Bardiani CSF-Faizanè | 4 P.        |
| 9.          | Pello Bilbao       | Spanien     | Bahrain Victorious            | 4 P.        |
| 10.         | Primož Roglič      | Slowenien   | Red Bull-Bora-Hansgrohe       | 3 P.        |

| Nachwuchswertung | Nachwuchswertung  | Nachwuchswertung       | Nachwuchswertung        | Nachwuchswertung |
| Fahrer           | Fahrer            | Land                   | Team                    | Zeit             |
| ---------------- | ----------------- | ---------------------- | ----------------------- | ---------------- |
| 1.               | Mathias Vacek     | Tschechien             | Lidl-Trek               | 3 h 52 min 37 s  |
| 2.               | Juan Ayuso        | Spanien                | UAE Team Emirates XRG   | + 11 s           |
| 3.               | Isaac Del Toro    | Mexiko                 | UAE Team Emirates XRG   | + 12 s           |
| 4.               | Max Poole         | Vereinigtes Königreich | Team Picnic-PostNL      | + 19 s           |
| 5.               | Antonio Tiberi    | Italien                | Bahrain Victorious      | + 20 s           |
| 6.               | Giulio Pellizzari | Italien                | Red Bull-Bora-Hansgrohe | + 26 s           |
| 7.               | Davide Piganzoli  | Italien                | Team Polti VisitMalta   | + 35 s           |
| 8.               | Francesco Busatto | Italien                | Intermarché-Wanty       | + 57 s           |
| 9.               | Felix Engelhardt  | Deutschland            | Team Jayco AlUla        | + 1 min 11 s     |
| 10.              | Joshua Tarling    | Vereinigtes Königreich | Ineos Grenadiers        | + 1 min 29 s     |

| Mannschaftswertung | Mannschaftswertung         | Mannschaftswertung           | Mannschaftswertung |
| Team               | Team                       | Land                         | Zeit               |
| ------------------ | -------------------------- | ---------------------------- | ------------------ |
| 1.                 | Lidl-Trek                  | Vereinigte Staaten           | 11 h 37 min 59 s   |
| 2.                 | UAE Team Emirates XRG      | Vereinigte Arabische Emirate | + 7 s              |
| 3.                 | Red Bull-BORA-hansgrohe    | Deutschland                  | + 15 s             |
| 4.                 | Team Visma \| Lease a Bike | Niederlande                  | + 47 s             |
| 5.                 | Movistar Team              | Spanien                      | + 1 min 35 s       |
| 6.                 | Team Jayco AlUla           | Australien                   | + 2 min 10 s       |
| 7.                 | Q36.5 Pro Cycling Team     | Schweiz                      | + 2 min 41 s       |
| 8.                 | XDS Astana Team            | Kasachstan                   | + 3 min 00 s       |
| 9.                 | Bahrain-Victorious         | Bahrain                      | + 3 min 24 s       |
| 10.                | Team Picnic-PostNL         | Niederlande                  | + 3 min 25 s       |